# فربيون هاوسنخت
فربيون هاوسنخت (الاسم العلمي: Euphorbia haussknechtii) هو نوع نباتي يتبع جنس الفربيون من الفصيلة اللبنية.